# Музей Второй мировой войны в Гданьске

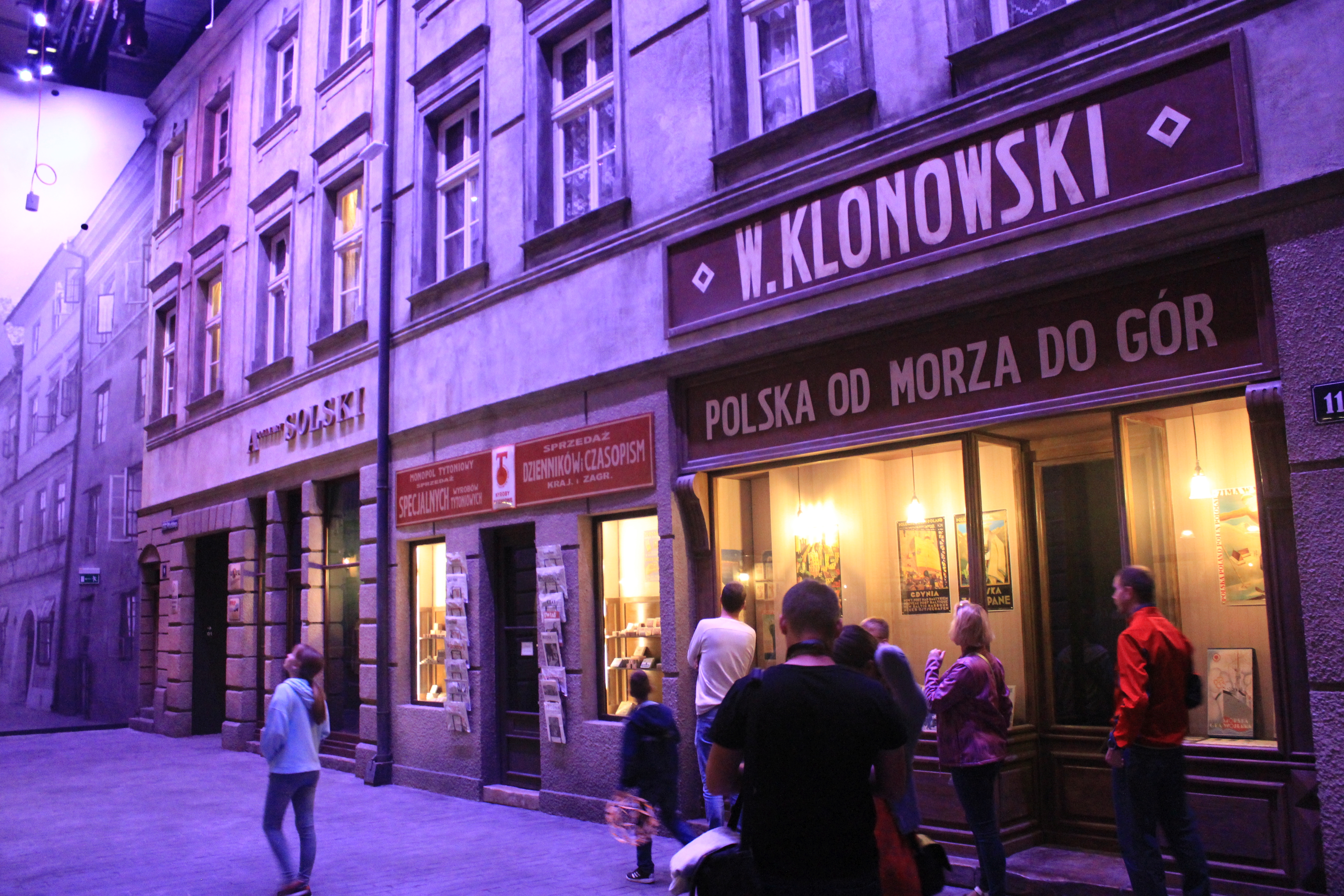
Экспозиция музея — реконструкция довоенной улочки

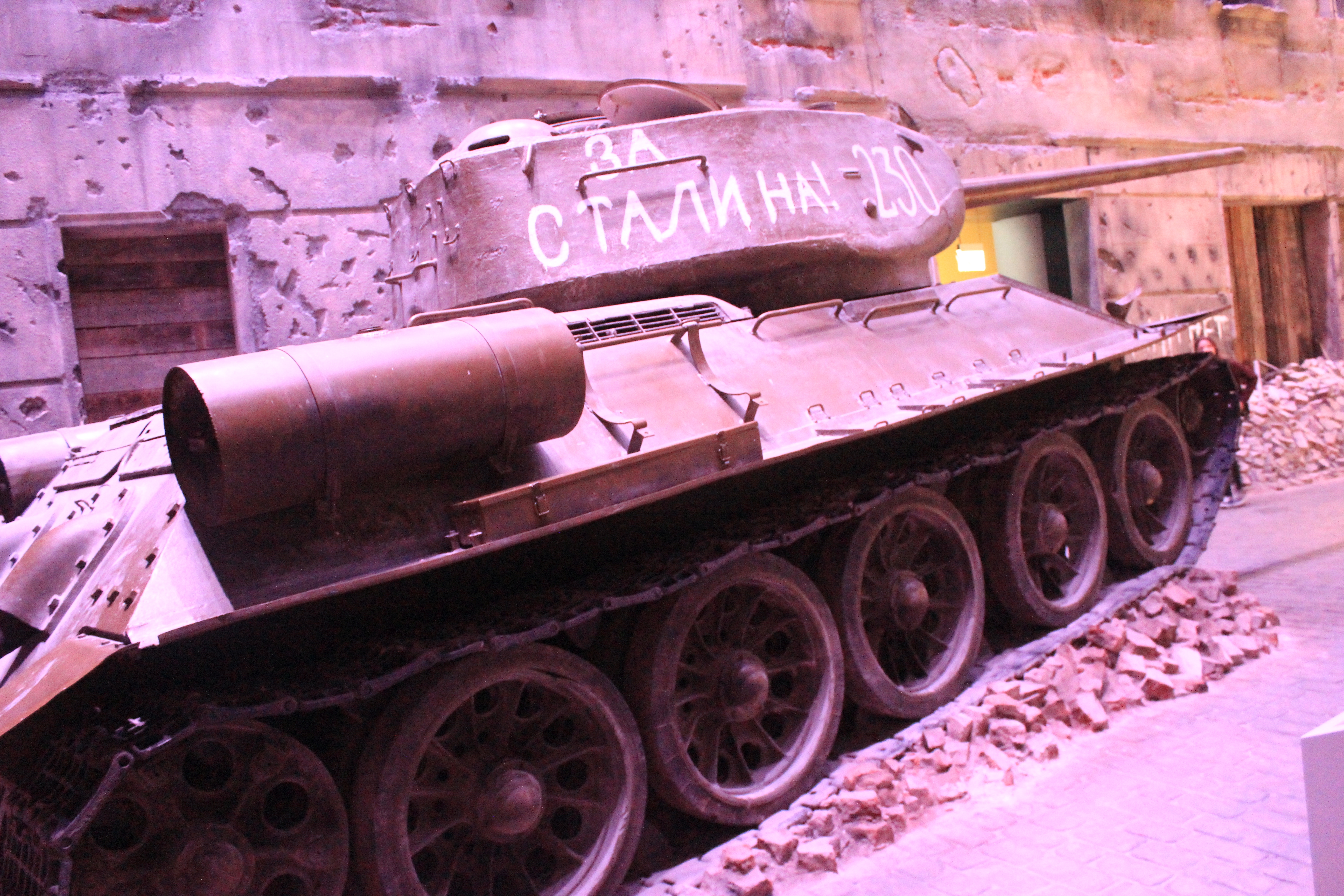
Советский танк Т-34-85

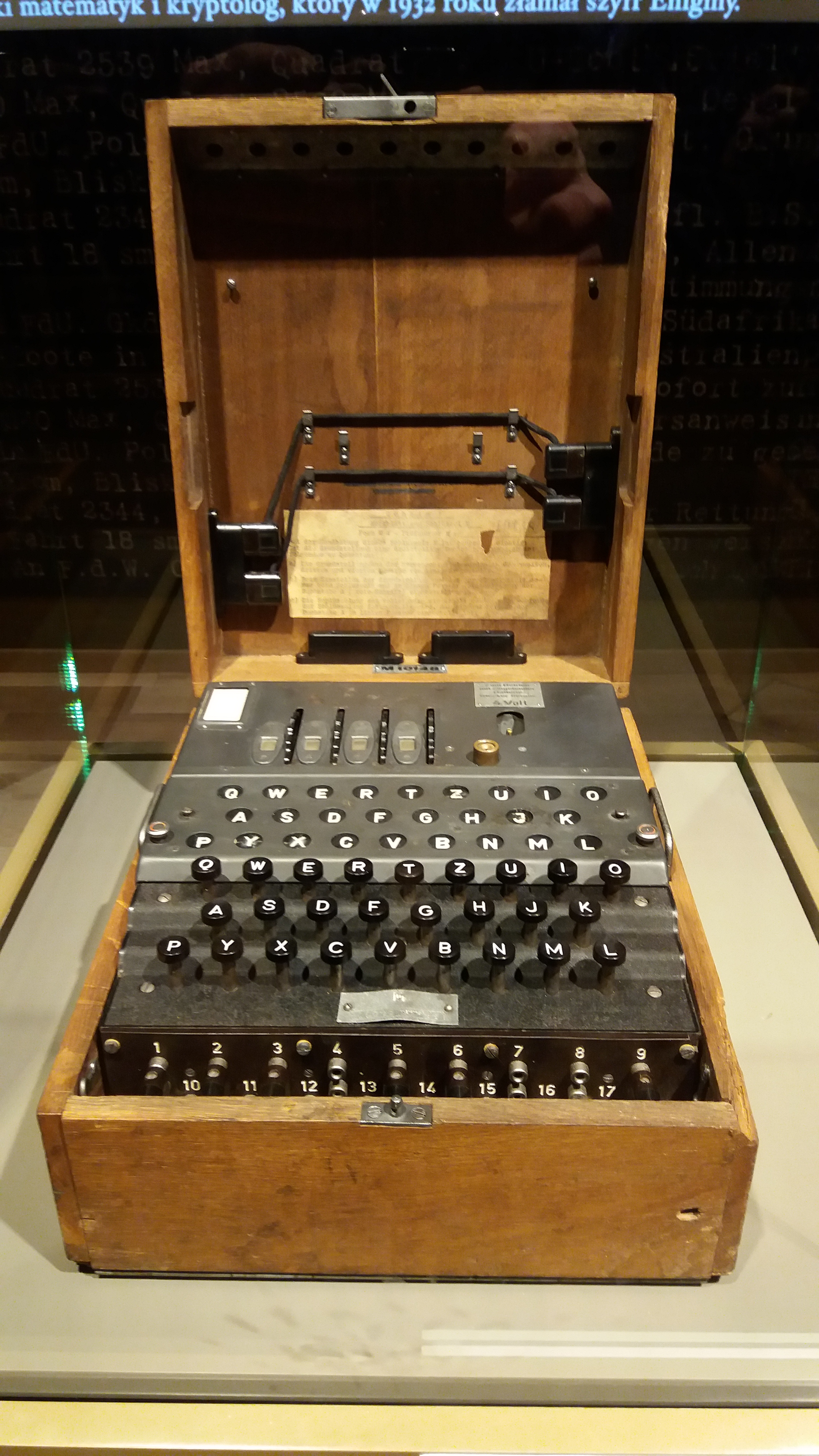
Шифровальная машина Энигма

Музей Второй мировой войны в Гданьске (пол. Muzeum II Wojny Światowej w Gdańsku) — государственное учреждение культуры города Гданьск в Польше, созданное в 2008 году. Музей открыт 23 марта 2017 года. Музей находится в подчинении и ведении Министерства культуры, национального наследия и спорта.
Музей Второй мировой войны — один из самых современных музеев в Европе и одна из крупнейших выставок в мире, посвящённых этой теме.

## История
Музей Второй мировой войны был построен в Гданьске, на реке Мотлава, недалеко от исторического центра города, в 200 метрах от исторического здания Почты Польши и в семи километрах по водному пути от места бывшего польского военного транзитного склада на полуострове Вестерплатте, подвергшегося нападению немецких войск в сентябре 1939 года. Здание музея имеет площадь 35,000 м2. Под основную экспозицию отведена площадь более 5000 м2. Автором проекта является польское архитектурное бюро «Квадрат» из Гдыни.
На территории, отведённом для строительства музея, в 2011 году были проведены археологические раскопки на площади 1,7 га. Данная территория находится в районе, признанном историческим памятником. Уникальность исследования заключается в том, что на такой большой территории археологические исследования в Гданьске ещё не проводились.

## Экспозиция
Постоянная экспозиция состоит из трёх частей: «Дорога к войне», «Ужас войны» и «Длинная тень войны». В общей сложности 18 тематических залов, посвящённых различным аспектам, послужившим началу и дальнейшему развитию войны.

## Библиотека
Музей имеет собственную библиотеку с читальным залом, которая насчитывает более 30 тысяч экземпляров книг, журналов, электронных документов, исторических карт и публикаций на 30 иностранных языках.
Помимо библиотеки музей также имеет собственное издательство.